# 근 (봉상)
근(根, ? ~ ?)은 전한 초기의 관료이다. ‘근’은 이름자로, 성씨는 알려져 있지 않다.

## 행적
고후 7년(기원전 181), 봉상에 임명되었다.

## 출전
- 반고, 《한서》 권19하 백관공경표(百官公卿表) 下

| 전임 면 | 전한의 봉상 기원전 181년 ~ 기원전 178년? | 후임 요 |